# Scialbatura
Il termine scialbatura, così come il verbo "scialbare", deriva dal latino "exalbare" che equivale a "imbiancare", "intonacare" a calcina. 
Nell'ambito delle tecniche pittoriche, il termine viene usato con due accezioni diverse:
1) la "scialbatura" o "scialbo" può indicare l'applicazione, su un intonaco, dell'ultimo strato leggero di malta. È una tecnica che precede la posa di tessere di vetro nel mosaico e l'applicazione del colore nell'affresco. In tal caso sostanzialmente "scialbatura" viene usato come sinonimo di calce.
2) il termine "scialbatura" o "scialbo" può invece indicare uno strato di intonaco leggero dato sopra un dipinto murale e che può essere rimosso in fase di restauro. La rimozione degli scialbi, detta descialbo, è un'operazione molto delicata che può compromettere la conservazione del dipinto sottostante, se non eseguita con adeguate precauzioni.
Nel linguaggio corrente, il termine scialbatura può anche indicare l'atto di sovrapporre uno strato di calce ad un affresco, allo scopo di coprirlo e non renderlo visibile. Nel linguaggio figurato, con questo termine si indica invece l'apparenza esteriore o superficiale di una persona o di una cosa.